# Яковлєва Олександра Євгенівна
Олекса́ндра Євге́нівна Я́ковлєва (рос. Александра Евгеньевна Яковлева, при народженні — Іванес; 2 липня 1957, Калінінград, РРФСР, СРСР — 1 квітня 2022, Санкт-Петербург, Росія) — радянська та російська акторка, кінорежисерка. Російська громадсько-політична діячка регіонального рівня.

## Життєпис
Закінчила Ленінградський державний інститут театру, музики і кінематографії (1978). Яскраво дебютувала в кіно в 1979 році роллю стюардеси Тамари у фільмі Олександра Мітти «Екіпаж».
Одна з найпопулярніших акторок радянського екрану в 1980-ті. В 1993 р. залишила акторську професію. Загалом у 1980—1993 роках виконала близько 30 ролей.
Після цього очолювала службу з управління якістю та персоналом в санкт-петербурзькому аеропорту «Пулково», працювала заступницею начальника Жовтневої залізниці з управління якістю та маркетингу. Також обіймала посаду заступниці генерального директора Дирекції швидкісного сполучення ВАТ РЖД, а з початку 2011 року по вересень 2011 року була генеральним директором ВАТ «Калінінградська приміська пасажирська компанія». З 2012 року очолила калінінградського відділення партії «Яблуко».
У 2006 році виконала роль Ксюші в телесеріалі «Мрії Аліси» (рос. Мечты Алисы).
Після чотирьох років боротьби з онкологією померла в Санкт-Петербурзі 1 квітня 2022 року, не доживши трьох місяців до свого 65-річчя. Похована 7 квітня в Калінінграді на кладовищі на проспекті Миру.

## Фільмографія
Режисерка-постановниця:
- «Пором „Анна Кареніна“» (1993)
- «Князь» (2021)

Акторка:
- «Екіпаж» (1979, Тамара, бортпровідниця)
- «Скандальна подія в Брікміллі» (1980, Моніка Твігг)
- «Пливуть моржі» (1980,  Іра)
- «Сльози крапали» (1982, Люся, невістка Васіна)
- «Молоді люди» (1983)
- «Наказано взяти живим» (1984)
- «Парашутисти» (1984)
- «Танцмайданчик» (1985, Саша)
- «Почни спочатку» (1985)
- «Шукаю друга життя» (1987)
- «Людина з бульвару Капуцинів» (1987, Діана)
- «Гол у Спаські ворота» (1991) та ін.
- Екіпаж (2016)

Кінороботи на українських кіностудіях:
- «Чародії» (1982, т/ф, Олена Ігорівна та Альонушка)
- «У привидів у полоні» (1984, Валя)
- «І завтра жити» (1987)
- «Фантастична історія» (1988, дочка курфюрста)
- «Світла особистість» (1988)
- «Фатальні діаманти» (1992)